# Monthiers
 Monthiers  es una población y comuna francesa, en la región de Picardía, departamento de Aisne, en el distrito de Château-Thierry y cantón de Neuilly-Saint-Front.

## Demografía
| 118 | 126 | 108 | 117 | 111 | 142 |
| Para los censos de 1962 a 1999 la población legal corresponde a la población sin duplicidades (Fuente: INSEE [Consultar]) |     |     |     |     |     |